# Paul Benacerraf
Pour les articles homonymes, voir Benacerraf.
Paul Benacerraf, né le 26 mars 1931 à Paris (France) et mort le 13 janvier 2025 à Princeton (New Jersey),,, est un philosophe juif américain d'origine marocaine travaillant en philosophie des mathématiques. Il devient professeur à l'université de Princeton où il enseigne à partir de 1960.

## Biographie

### Famille et formation
Né à Paris de parents juifs sépharades originaires du Maroc, le père de Paul Benacerraf avait fait fortune à Caracas au Vénézuela, où la famille retournera au début de la Seconde Guerre mondiale, avant de revenir en France. Il est le frère de Baruj Benacerraf (1921-2011), immunologiste et prix Nobel de physiologie ou médecine en 1980.

### Carrière universitaire
Paul Benacerraf est sans doute principalement connu pour deux parutions : What Numbers Could Not Be (1965) et Mathematical Truth (1973) et pour son anthologie à succès sur la philosophie des mathématiques, Philosophy of Mathematics: Selected Readings, coéditée avec Hilary Putnam. 
Il est élu membre de l'Académie américaine des arts et des sciences en 1998.